# Bahreini férfi kézilabda-válogatott
A bahreini férfi kézilabda-válogatott Bahrein nemzeti csapata, melyet a Bahreini Kézilabda-szövetség irányít.

## Nemzetközi tornákon való szereplések
Nyári olimpiai játékok
- 2020 — 8. hely

Világbajnokság
- 2011 – 23. hely
- 2015 – miután az ázsiai bajnokságról másodikként kijutott, visszalépett.
- 2017 – 23. hely
- 2019 – 20. hely
- 2021 – 21. hely
- 2023 – 16. hely
- 2025 – 29. hely

Kézilabda-Ázsia-bajnokság
- 1977 - 6. hely
- 1983 - 4. hely
- 1987 - 5. hely
- 1991 - 5. hely
- 1993 - 6. hely
- 1995 - 3. hely
- 2002 - visszalépett
- 2004 - 4. hely
- 2006 - 6. hely
- 2008 - visszalépett
- 2010 - 2. hely
- 2012 - 6. hely
- 2014 - 2. hely
- 2016 – 2. hely
- 2018 – 2. hely
- 2020 - 4. hely
- 2024 - 3. hely